# 스테판 미트로비치 (1990년생 축구 선수)
스테판 미트로비치(세르비아어: Стефан Митровић, Stefan Mitrović, 1990년 5월 22일 ~ )는 세르비아의 축구 선수로 현재 벨기에 프로 리그의 헨트에서 활동 중이다.

## 클럽 경력
2012년 6월 9일, 미트로비치는 벨기에 프로 리그인 코르트라이크와 3년 계약을 맺었다.
2013년 5월 7일, 그는 벤피카로 5년 계약을 맺고 많은 동포들과 함께 합류했다. 처음 6개월 동안 그는 리저브 팀에서만 출전했다. 2014년 1월 22일, 시즌 마지막까지 레알 바야돌리드로 대여되었다.
2014년 7월 16일, 미트로비치는 117만 5천 유로의 이적료로 SC 프라이부르크와 계약을 맺었다. 그는 2014년 10월 4일에 베르더 브레멘과의 경기에서 데뷔하였다. 2018년 6월, 그는 벨기에 클럽 헨트에서 프랑스 클럽 스트라스부르로 이적하였다. 2021년 7월 6일, 게타페가 RC 스트라스부르로부터 미트로비치의 영입을 발표했다.

## 국가 대표팀 경력
미트로비치는 2014년 5월 31일 파나마와의 경기에서 세르비아 국가대표팀으로 데뷔전을 치렀다.
2014년 10월 14일, 벨그라드에서 열린 UEFA 유로 2016 예선 경기에 참여하였다. 경기 중 "대알바니아" 깃발을 드론에 날아 경기장 위로 날리는 사건이 발생하여 경기가 중단되었다.
2022년 11월, 카타르에서 열리는 2022년 FIFA 월드컵을 위해 세르비아 대표팀 명단에 선발되었다. 카메룬 축구 국가대표팀과의 조별 리그 경기에서는 55분에 교체 선수로 출전했다. 이때 스트라히냐 파블로비치를 대신해서 경기에 나섰다.